# Androcymbium dregei
Androcymbium dregei là một loài thực vật có hoa trong họ Colchicaceae. Loài này được C.Presl miêu tả khoa học đầu tiên năm 1845.